# Olubayo Adefemi
Olubayo Adefemi (Lagos, 13 agosto 1985 – Kavala, 18 aprile 2011) è stato un calciatore nigeriano, di ruolo difensore.
È deceduto nel 2011 all'età di 25 anni a seguito di un incidente stradale avvenuto in Grecia.

## Carriera

### Club
Ha militato nelle massima serie dei campionati israeliano, rumeno, francese e greco.

### Nazionale
Ha partecipato ai Mondiali Under-20 del 2005 (nei quali la sua nazionale è stata finalista perdente) ed ai Giochi Olimpici di Pechino 2008, nei quali ha vinto la medaglia d'argento. Ha inoltre giocato anche in nazionale maggiore (5 presenze, tutte tra il 2008 ed il 2011).

## Palmarès

### Club
- Coppa d'Israele: 1

Hapoel Tel Aviv: 2005-2006

### Nazionale
- Argento olimpico: 1

Pechino 2008